# SAIFI
SAIFI, System Average Interruption Frequency Index. SAIFI används för elkraftsystem och är ett kundviktat tillförlitlighetsindex. Indexet kan både användas för att beräkna historiska händelser eller för att simulera framtida scenarier (exempelvis jämföra olika investeringsalternativ). Enheten är antal avbrott per kund och år.
{\displaystyle {\mbox{SAIFI}}={\frac {\mbox{Summa antal kundavbrott}}{\mbox{Totalt antal kunder}}}}
Exempel: Om ett elnät består av två uttagspunkter med 40 respektive 60 abonnenter, där den förstnämnda drabbas av 2 och den sistnämnda av 1 avbrott under året, blir SAIFI = (40*2 + 60*1)/(40 + 60) = 1,4 fel/år, kund.
Vad som räknas som ett kundavbrott kan variera, men det är vanligt att inte ta med mycket korta avbrott (exempelvis avbrott under 3 minuter). Exempelvis kan det definieras av landets lagstiftning vilka avbrott som skall rapporteras. Ibland används indexet MAIFI (Momentary Average Interruption Frequency Index) för mycket korta avbrott. Ett annat mått som uppskattar felfrekvensen är MTBF.